# Empusa
Nella mitologia greca, le Empuse (sing. Empusa, in greco antico: Έμπουσα?, Empousā) sono mostri soprannaturali femminili, appartenenti alla cerchia di Ecate, di cui erano ancelle, e aventi l'abitudine di terrorizzare i viaggiatori.
Esse spaventavano o addirittura divoravano coloro che percorrevano i sentieri o le strade da esse frequentate. Le Empuse potevano assumere qualsiasi forma: le più ricorrenti erano quelle di cagna o di vacca e, per attirare le proprie vittime, potevano mutare l'aspetto in quello di una donna debole o seducente; in quest'ultimo caso si potevano intrufolare nei letti dei giovani. Nonostante la metamorfosi, a uno sguardo più attento esse rivelavano ancora caratteri mostruosi o bizzarri, come una gamba di sterco d'asina e una di bronzo.
Talvolta avevano il retro d'asina e sandali di bronzo. Nella loro forma naturale, oltre alle strane gambe, possedevano lunghi artigli, piccole ma affilate zanne, occhi completamente rossi, pelle pallida, erano molto veloci e quando morivano diventavano fuoco che poteva divampare e procurare un incendio. Le Empuse più potenti potevano divampare per sfuggire al nemico e il loro volto comparire nel fuoco.
Anche le Empuse, come le lamie, possono venire considerate una sorta di vampiro ante litteram in quanto si nutrivano di sangue e carne umana.